# 畠中君代
畠中 君代（はたなか きみよ、 1944年7月 - ）は、日本の元テニス選手。現在、明治大学評議員。

## 概要
- 富士見ヶ丘高校時代に軟式テニス（ソフトテニス）でインターハイ優勝。
- 1966年 明治大学在学時、ソフトテニスインカレ優勝後に硬式テニスに転向。硬式テニスでもインカレに優勝。
- 1968年 明治大学文学部地理学専攻卒業。プロ・テニスプレイヤーとなる。
- 1969年 全米オープン出場
- 1970年 全仏オープン出場
- 1970年 ウィンブルドン出場[1]。
- 1977年 全仏オープン出場
- 1974年 テヘラン・アジア大会複混合銅メダル。
- 1978年 バンコク・アジア大会複銀メダル、混合銅メダル。

引退後、ビッグKテニススクール創設。
主要な育成選手に望月寛子、宮内美澄、窪田二葉、小畑沙織、 占部奈美、栗岡聡子、青山香織、高瀬礼美、瀬間友里加、瀬間詠里花、井上万里、飯島久美子、手塚玲美、江口実沙、伊藤夕季、謝淑薇など。